# Panagiotis Vasilopoulos
Panagiotis Vasilopoulos je (Grčki: Παναγιώτης Βασιλόπουλος) je grčki profesionalni košarkaš. Igra na poziciji niskog krila, a trenutačno je član grčkog euroligaša Olympiakosa.  

## Karijera
Karijeru je započeo 2001. u grčkom prvoligašu PAOK-u iz Soluna. U dresu PAOK-a je igrao od 2001. do 2005., kada prelazi u redove pirejskog Olympiakosa. U Olympiakos je stigao 2005. potpisavši dvogodišnji ugovor. 20. svibnja 2008. produžio je svoj ugovor s Olympiakosom na još 4 godine, a prosječno će po sezoni zarađivati 6 milijuna €.  

## Vanjske poveznice
- Profil[neaktivna poveznica] na Bulgarian Basket
- Profil  Arhivirana inačica izvorne stranice od 5. ožujka 2009. (Wayback Machine) na Eurobasket 2007.
- Profil na Euroleague.net
- Profil  Arhivirana inačica izvorne stranice od 16. travnja 2009. (Wayback Machine) na Draftexpress.com